# Thylamys karimii
Thylamys karimii är en pungdjursart som först beskrevs av Franz Petter 1968. Thylamys karimii ingår i släktet Thylamys och familjen pungråttor. Inga underarter finns listade.

## Utseende
Arten når i genomsnitt en kroppslängd (huvud och bål) av 9,5 cm och en svanslängd av 7,2 cm. Pälsen på ovansidan har en grå till gråbrun färg och undersidans päls är vit. Ansiktet kännetecknas av en svartaktig ring kring varje öga. Alla fingrar och tår är utrustade med klor. Honor har dessutom en gul skugga på strupen. Thylamys karimii saknar förmåga att använda svansen som gripverktyg vad som skiljer den från andra släktmedlemmar. Däremot kan den liksom andra Thylamys-arter lagra fett i svansen. Arten tillhör pungdjuren men honor saknar pung (marsupium).

## Utbredning
Pungdjuret förekommer i centrala Brasilien. Arten vistas där i torra, öppna skogar, i gräs- och buskmarker samt i människans odlingar. Utbredningsområdet ligger 300 till 1100 meter över havet.

## Ekologi
Födan utgörs av insekter och små ryggradsdjur. Individerna går främst på marken och de kan inte klättra i hög växtlighet.

## Status
Thylamys karimii hotas av levnadsområdets omvandling till jordbruksmark samt av industriellt jordbruk. IUCN kategoriserar arten globalt som sårbar.